# Istituto ucraino
L'Istituto ucraino (in ucraino Український інститут?, Ukraïns'kyj instytut) è un'istituzione culturale ed agenzia governativa dell'Ucraina, facendo capo alle dipendenze del Ministero degli affari esteri.